# دیودونه
دیوُدُنِه با نام کامل دیودُنِه اِمبالا اِمبالا (به فرانسوی: Dieudonné M'bala M'bala)، زادهٔ ۱۱ فوریه ۱۹۶۶ در شهر فونتنه-او-رز، هنرپیشه و طنزپرداز اهل فرانسه است.
وی در سال میلادی با بازی دونفره الی و دیودونه شناخته شد که به همراه الی سمون (Élie Semoun) نقش‌های طنز یک سیاه و یک یهودی در برابر هم بر روی صحنه اجرا می‌کردند. در سال ۱۹۹۷ این دو چهره طنز از یکدیگر جدا شده و دیودونه کارهای یک‌نفره را بر روی صحنه برد که با موفقیت همراه بود.
مطالب طنز انتقادی وی بر روی صحنه به تدریج تحریک‌آمیز و مورد انتقاد قرار گرفت. در سال ۲۰۰۰ ابتدا وی به عنوان فعال سیاسی طرفدار چپ شناخته و سپس متهم به یهودستیزی شد. انتقادهای مخالف و موافق وی در فرانسه به صورت فراگیر درآمد و شکایاتی از او برای مطالبی که در طنز خود بکار می‌برد از طرف شخصیت‌ها و انجمنهای حافظ منافع اسرائیل به دادگاه ارائه شد. در این میان چهره و حضور وی در رسانه‌های فرانسه به‌تدریج محدود و سپس ممنوع‌التصویر و اجرای نمایش‌هایش در شهرهای مختلف منحل شد.
در این میان وی به سمت جبهه ملی فرانسه، که در گذشته در آن به فعالیت پرداخته بود و راست افراطی گرایش پیدا کرد. انتقادات تحریک‌آمیزش بر روی صحنه با افزایش تحریم‌ها و تهدیدها علیه وی افزایش یافت تا جاییکه در یکی از شوهای خود روبر فوریسون را که بخاطر انکار هولوکاست مدت‌ها پیش در رسانه‌های این کشور ممنوع‌التصویر شده بود به روی صحنه فراخواند.
دیودونه از سال ۲۰۱۰ در رسانه‌ها و بیشتر احزاب و شخصیت‌های سیاسی کشور فرانسه به عنوان ضد یهود شناخته و طرد شده است، عنوانی که خود او آن را در واقع ضد صهیونیسم می‌نامد.
با وجود تحریم‌ها و انتقاداتی که از وی می‌شود پشتیبانی از این طنزپرداز توسط بخش بزرگی از عموم مردم همچنان ادامه دارد.

## بازداشت
پس از حمله به مجله شارلی ابدو و گروگان‌گیری در پاریس و به دنبال انتشار مطلبی در فیسبوک دیودونه با عنوان «من خودم را شارلی کولیبالی احساس می‌کنم» پلیس فرانسه در ۱۴ ژانویه ۲۰۱۵ وی را به اتهام تمجید و حمایت از تروریسم بازداشت کرد. کولیبالی نام شخصی است که در یک فروشگاه یهودی اقدام به گروگان‌گیری کرده بود.